# 福達缺口

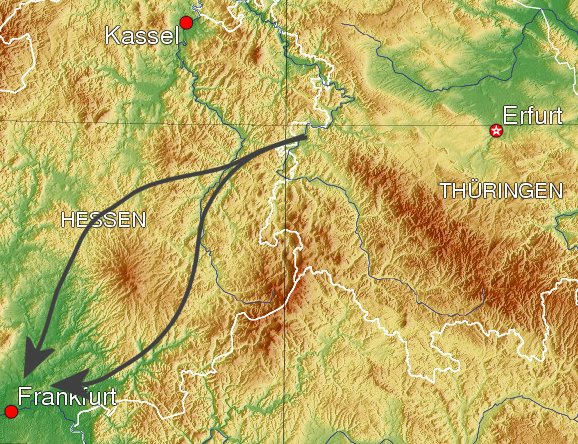
預期的華約攻擊路線：南部通過富尔达，北部通過阿爾斯費爾德。福格爾斯山在兩條路線之間拔地而起

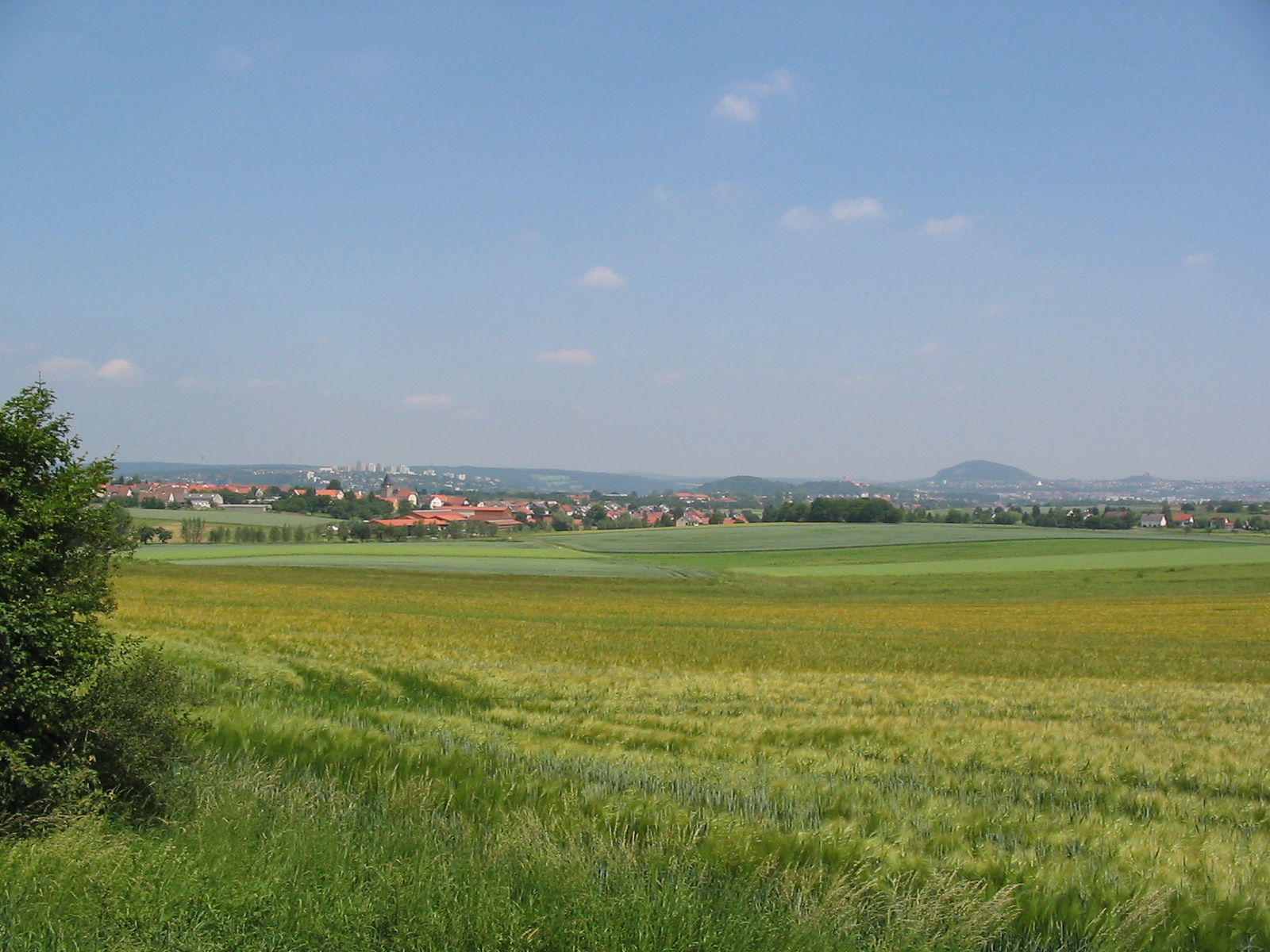
近富尔达一帶的平原地帶

富尔达缺口（德語：Fulda-Lücke），位於位於德國中部黑森州和圖林根州的交界。在冷戰時期為東德與西德的邊界，並具有重要戰略意義。

## 歷史
在冷戰時期，北約預計華約進攻西德的路線有兩條：第一，是通過地勢平坦的北德平原；另一條則是通過富尔达缺口，直指西德心臟地帶，以及萊茵-美茵空軍基地。
倘若苏联和华约组织与北约组织爆发了战争的话，那么富尔达缺口是最有可能遭受苏东方面的军队进攻的地点。當時預計苏军部队将会试图用其坦克兵力在该地区达成突破，并由此获得一条用于进攻的便捷的地理通路，然后直取法兰克福。 由于苏联和华约组织在装甲部队方面拥有数量上的优势，因此西方盟军的指挥官有可能会动用战术核武器（如中子弹）来迟滞或阻挡苏东军队的推进。使用像中子弹一类的增强辐射武器可以把由冲击波和热效应导致的严重破坏限制在很小的一片区域内，但其产生的致命辐射可以穿透敌人的装甲。
作為應對，美軍在法蘭克福派駐美國陸軍第五軍防守，面對著蘇軍駐德集群的近衛第8集團軍。但隨著1989年柏林圍牆倒塌，兩德統一及蘇聯軍隊的撤退以後，富尔达缺口便失去了它的戰略重要性。

## 延伸閲讀
- Faringdon, Hugh. Strategic Geography: NATO, the Warsaw Pact, and the Superpowers. Routledge (1989). ISBN 0-415-00980-4.
- Harper, John L. American Visions of Europe. Cambridge University Press (1994). ISBN 0-521-45483-2.
- Vol.1, Encyclopedia of World Geography, R.W. McColl, Ed., 2005, Subj: "Fulda Gap" (by Ivan B. Welch). ISBN 978-0-8160-5786-3.

## 外部連結
- US Army Border Operations 1948–83 （页面存档备份，存于） reproduced by the United States Army Center of Military History
- 14th Cavalry Association* （页面存档备份，存于）
- 11th CAV AOs （页面存档备份，存于）
- 14th Cav at US Army Germany (History) site （页面存档备份，存于）
- 11th Cav at US Army Germany (History) site （页面存档备份，存于）
- From Fulda Gap button, one of 5 limited Fulda Gap pages at 1st Battalion 33rd Armor site
- Fulda Gap Big Picture from Decker's 1st Bn, 33rd Armor site
- 1st Bn 68th Armor at Wildflecken was a Fulda Gap screening force （页面存档备份，存于）
- OPLAN 4102 （页面存档备份，存于）
- Fulda Gap Concerns in 1985

50°37′N 9°25′E / 50.617°N 9.417°E